# Jacob Collier
Jacob Collier, född 2 augusti 1994, är en multiinstrumentalist, sångare, kompositör och arrangör bosatt i London i England. År 2012 laddade han upp musikvideor till Youtube där han sjöng egenskrivna a cappella-arrangemang av populära låtar, bland annat Stevie Wonders "Don't You Worry 'bout a Thing" och "Pure Imagination" från Willy Wonka och chokladfabriken som blev virala. Han erhöll i februari år 2017 två Grammys för sina arrangemang av ”You and I” av Stevie Wonder och ”Flintstones”.
Collier hämtar sina musikelement från huvudsakligen jazz och a cappella, men också groove, folkmusik, elektronisk musik, klassisk musik, gospel, soul och improvisation, och använder sig mycket ofta av kraftig (re)harmonisering.
En tid innan utgivningen av Colliers debutalbum In My Room producerade han I Harm U, totalt 4 volymer bestående av korta klipp där Colliers Patreon-donatorer sjunger och spelar korta melodier, som Collier sedan lägger sina egna stämmor och slagverk till. I november 2018 sade Collier att mer än 60 melodier återstod att harmoniseras.

## Diskografi

### Album
- In My Room (2016)
- Djesse (Vol. 1) (2018)
- Djesse (Vol. 2) (2019)
- Djesse (Vol. 3) (2020)
- Djesse (Vol. 4) (2024)